# مقلاة عميقة

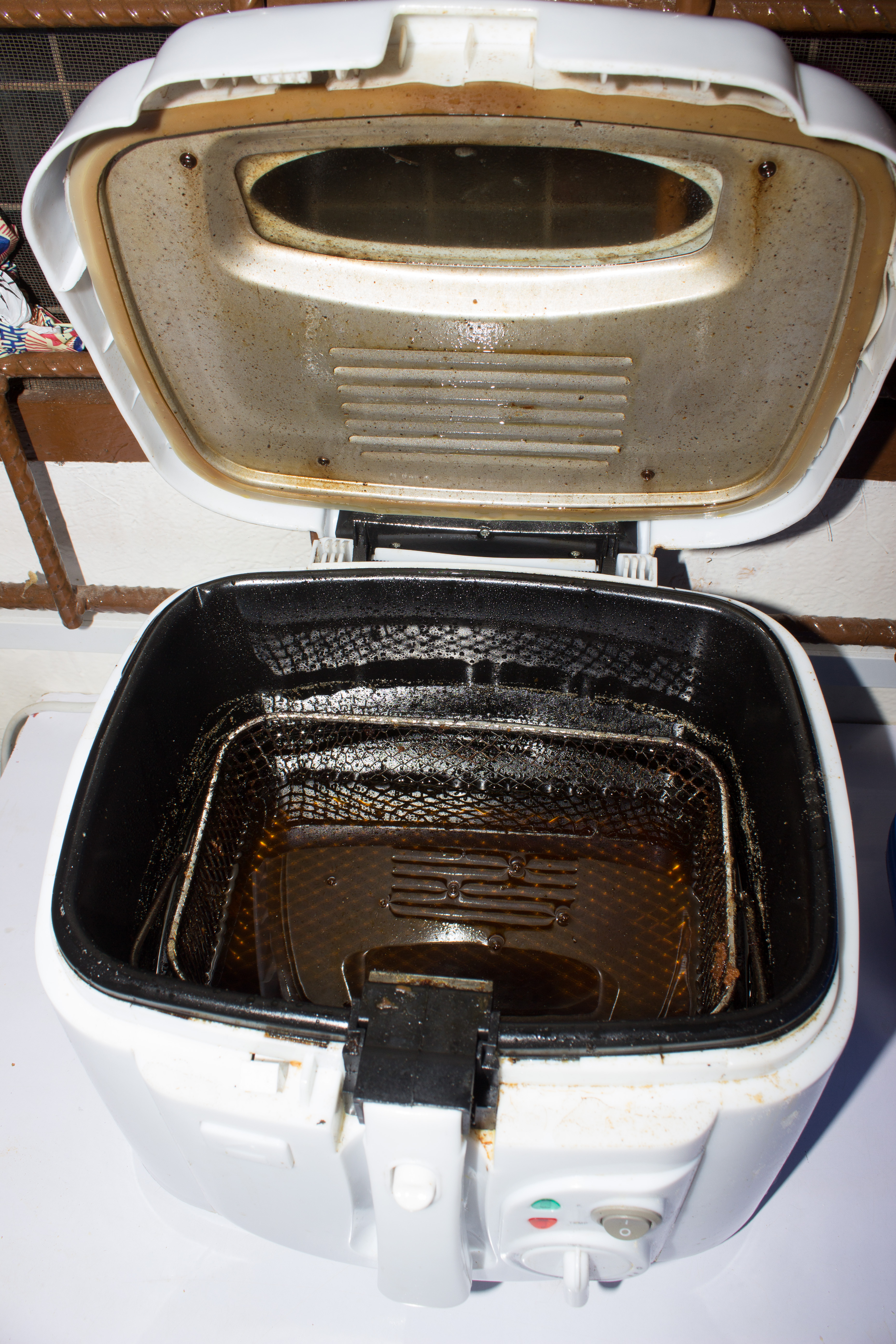
المقلاة العميقة.

القَلَّاية أو المقلاة العميقة هي عبارة عن جهاز مطبخ يستخدم في القلي، وفي حين تستخدم عادة في المطابخ التجارية، كما تتوفر منها نماذج للإستخدام منزلي، وأصبحت شائعة.

## ميزات
تتميز المقالي الحديثة بسلة لرفع الطعام من الزيت عند الانتهاء من الطهي. غالباً ما تأتي المقلاة بميزات مثل أجهزة ضبط الوقت المزودة بأداة إنذار مسموعة، وأجهزة تلقائية لرفع السلة وخفضها في الزيت، وتدابير لمنع فتات الطعام من أن تصبح أكثر من أجهزة الطهي والتهوية لتقليل الروائح الكريهة، وفلاتر الزيت لتمديد العمر الافتراضي للاستخدام. النفط، وضوابط درجة الحرارة الميكانيكية أو الإلكترونية. تستخدم المقالي العميقة لطهي العديد من الأطعمة السريعة، وجعلها نقية.